# Chamissoa altissima
Chamissoa altissima là loài thực vật có hoa thuộc họ Dền. Loài này được (Jacq.) Kunth mô tả khoa học lần đầu tiên vào năm 1818.